# Probierstein

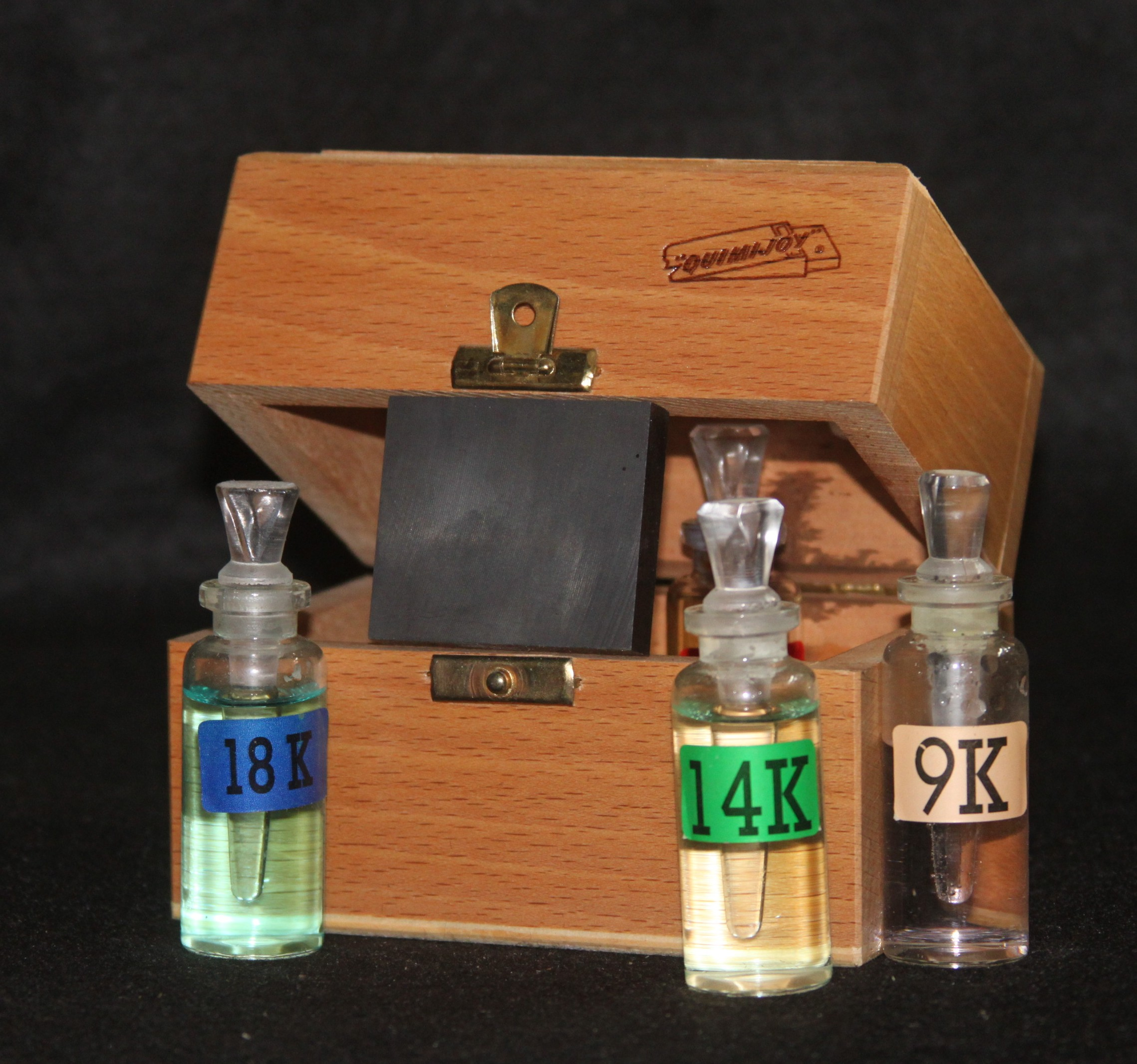
Ein Probierstein-Set

Ein Probierstein oder Prüfstein, auch Probestein, Streichstein, Goldstein oder lydischer Stein (lapis Lydius) genannt, ist ein kleiner Reibstein, der zur Feststellung der Zusammensetzung und des Reinheitsgrades von Edelmetallen benutzt wird.

## Auswahl
Ein Probierstein muss ausreichend hart sein, um ein wenig des zu überprüfenden Metalles abschleifen und annehmen zu können. Zur besseren Erkennbarkeit der durch das abgeriebene Metall hinterlassenen Striche sollte er schwarz sein, ohne von Scheidewasser oder Königswasser aufgelöst zu werden. Diese Eigenschaften weisen schwarze dichte Tonsteine auf sowie der Lydit genannte Kieselschiefer. Ein guter Probierstein ist gleichmäßig tiefschwarz oder dunkelrot gefärbt, außerdem sehr feinkörnig, weist keinerlei Flecken oder andere Einschlüsse wie Adern auf. Da die Metallstriche nicht auf allzu glatten Flächen haften, darf dessen Oberfläche nicht poliert, sondern nur matt angeschliffen sein.
Meist bestehen Probiersteine aus einem Stück Kieselschiefer oder Basalt mit einer eben geschliffenen Oberfläche, meist ein schwarzes Gestein. Aber auch eingefärbte Steine aus schwarzem Achat eignen sich dafür. Hingegen sind Glas- oder Keramikplatten schlecht geeignet. Ganz ungeeignet ist jedoch kalkhaltiges Gestein wie Marmor, da dieses nicht beständig gegen Mineralsäuren ist, bei Kontakt mit diesen schäumt und aufbraust. –  Der früher verwendete Probierstein der Alten soll weiß gewesen sein.

## Behandlung des Steines
Der Probierstein muss sorgfältig sauber gehalten werden. Zur Reinigung mit Wasser befeuchtet, werden die Probierstriche vorsichtig und ohne anzudrücken mit einem Bimsstein oder feinkörnigem Schleifstein entfernt, um den Probierstein nicht einzuritzen, andernfalls würde dessen Oberfläche unbrauchbar. Ebenfalls geeignet ist Naturkork, mit dem er mithilfe Wassers und eines nicht ritzenden Scheuermittels gesäubert wird. Der entstandene Schlamm wird abgespült, anschließend der Stein mit einem weichen Lappen getrocknet. Säure ist zur Reinigung nicht geeignet.
Ein nicht eingefetteter Prüfstein würde zu viel Material abtragen, zusätzlich würden die Metallstriche nur unvollkommen und meist schwer angenommen werden. Aus diesem Grund sollte dessen Prüffläche einen leichten Öl- oder Fettfilm aufweisen. Daher wird der Stein abschließend mit dünnflüssigem Öl, z. B. Mandelöl, hauchdünn eingerieben. (Auch das menschliche Hautfett ist geeignet.) Früher wurde er mit einem ganzen Mandelkern abgerieben oder einer weichen Kohle abgeschliffen. Um hingegen übermäßiges Fett abzulösen, wird der gereinigte Stein für mehrere Stunden in eine verdünnte Ammoniaklösung gelegt. Da ein verstaubter Stein keine verlässliche Probe zuließe, sollte er staubfrei gelagert werden.

## Verwendung
Zur Feststellung des Reinheitsgrades wird die Strichprobe mittels Prüfstein angewandt. Dabei wird das Probestück (des vermutlichen Edelmetalls) derart über den Probierstein gerieben, dass ein metallischer Strich hinterlassen wird, um ihn mit von Probiernadeln stammenden zu vergleichen. Prüfsteine werden überwiegend bei Juwelieren, Goldschmieden und Schmuckgeschäften verwendet.

## Sonstiges
Im übertragenen Sinn bezeichnet die Wendung „auf den Prüfstein bringen“ seit der frühen Neuzeit eine empirische Untersuchung, der zufolge eine (theoretische) Annahme bestätigt oder verworfen werden kann; „… dannenhero halten wir die welt vor einen probierstein gottes, auf welcher der allmächtige die menschen, gleichwie sonst ein reicher mann das gold oder silber probiert, und nachdem er ihren valor am strich befindet, oder nachdem sie sich durch feuer läutern lassen, die gute und feine gold- und silbersorden in seinen himmlischen schatz leget, die böse und falsche aber ins ewige Feuer wirft, …“ (Hans Jakob Christoffel von Grimmelshausen: Der abenteuerliche Simplicissimus, 1668, Fünftes Buch 14. Kapitel).